# 丸山神社 (東京都港区)
丸山神社（まるやまじんじゃ）とは東京都港区高輪一丁目に存在する神社である。 

## 祭神
- 天照皇大神
- 宇迦之御魂命
- 誉田別尊
- 白山吡咩命（しらやまひめのみこと）(口＋比)
- 天児屋根命
- 秋葉大神

## 祭儀
- 1月15日 - 鎮火祭
- 2月 - 節分祭
- 2月17日 - 祈年祭
- 3月午の日 - 初午祭
- 5月15日 - 春季祭
- 6月30日 - 大祓
- 9月10日 - 例祭
- 11月23日 - 新嘗祭
- 12月31日 - 大祓

## 歴史
- 文禄3年（1594年）、芝西久保丸山竜土（現東京都港区愛宕）にあった曹洞宗常陸永厳寺の末寺にあたる医王山広岳院の境内に、徳川家康の命を受けて開基の全梁が創祀したものといわれる。
- 承応12年（1653年）、江戸城下の整備により丸山神社・広岳院は芝二本榎（現、高輪1丁目）に換地9405坪を与えられて移転。
- 大正11年（1922年）、関東大震災により大破。
- 昭和3年（1928年）、各建物を再建。

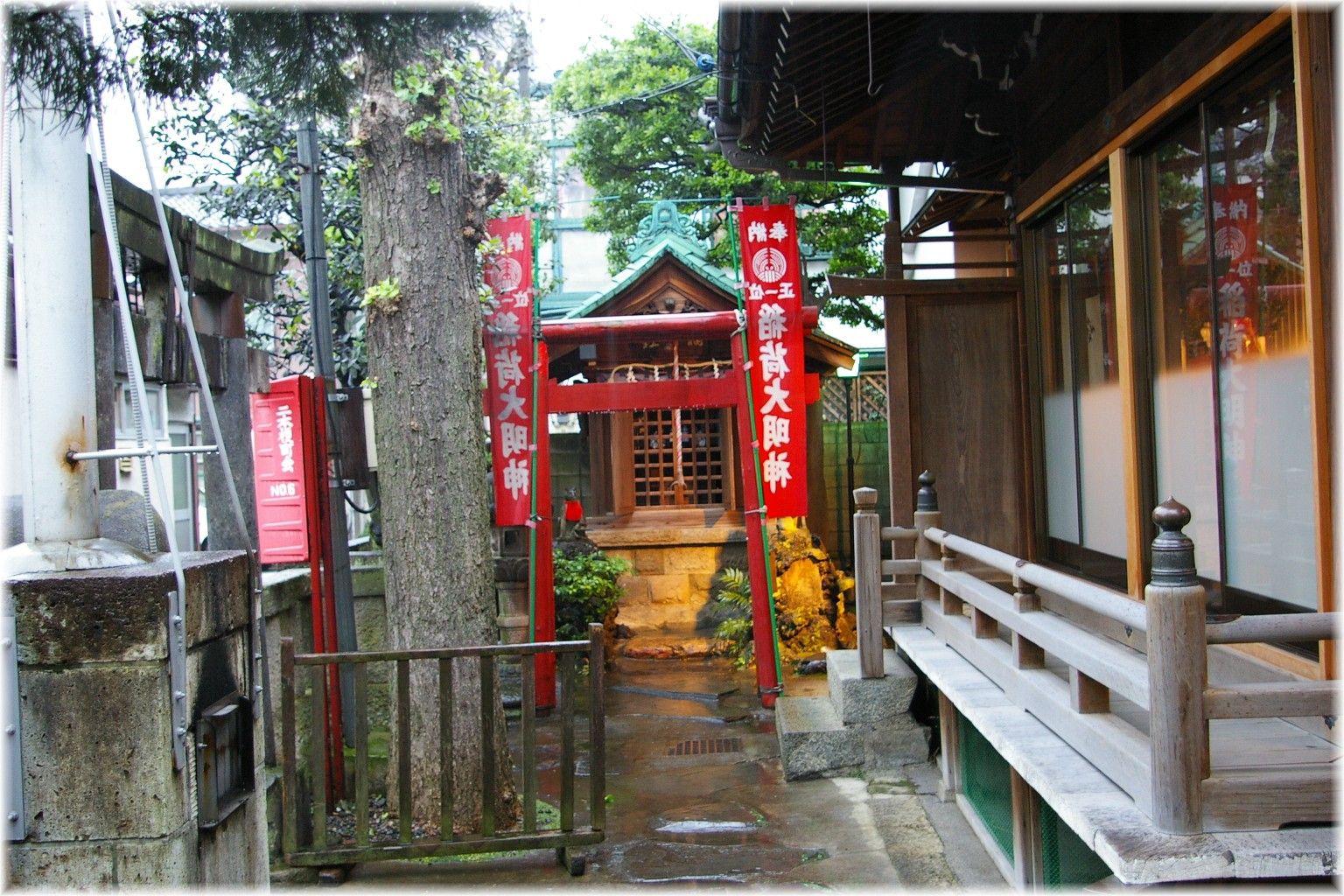
稲荷大明神
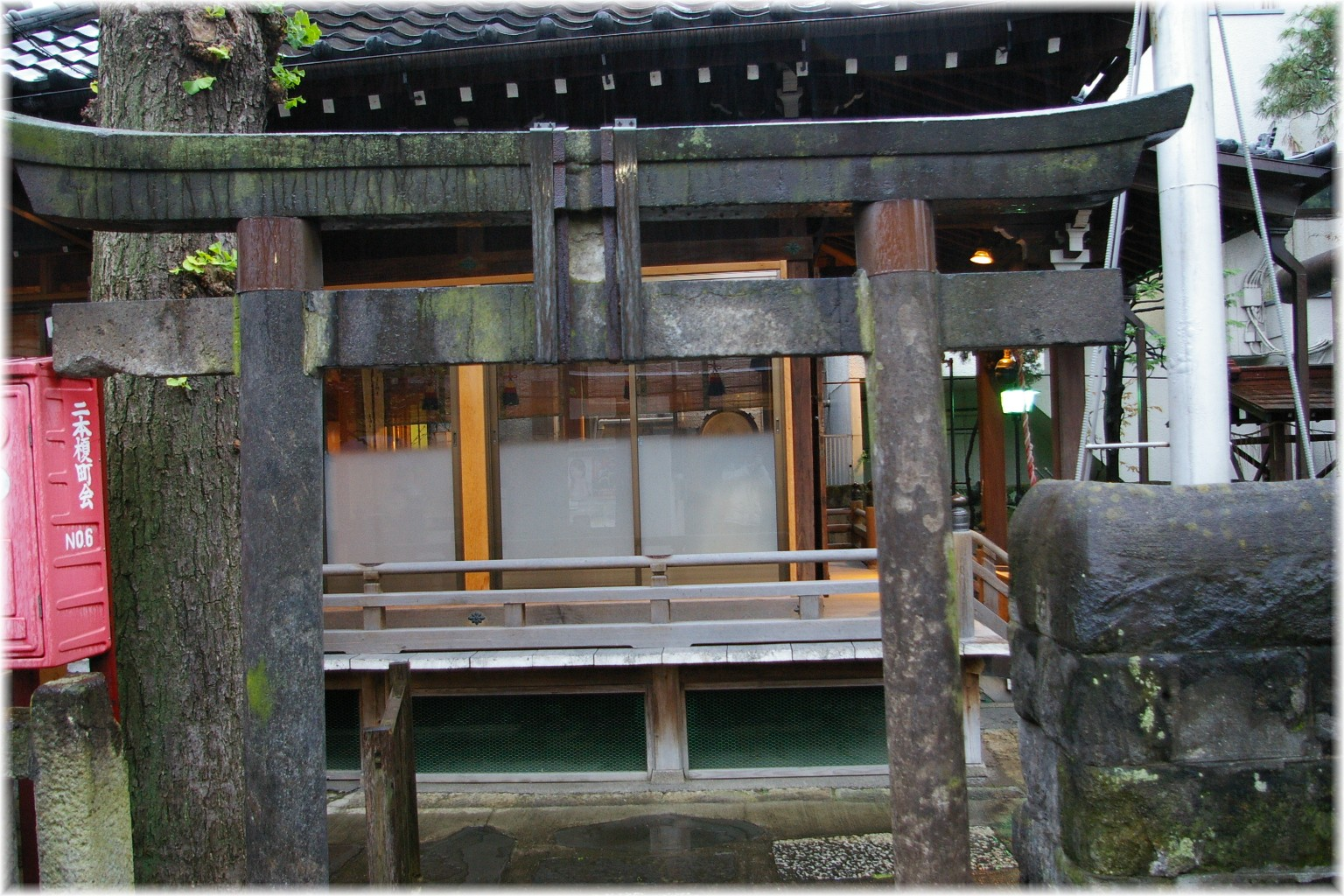
鳥居
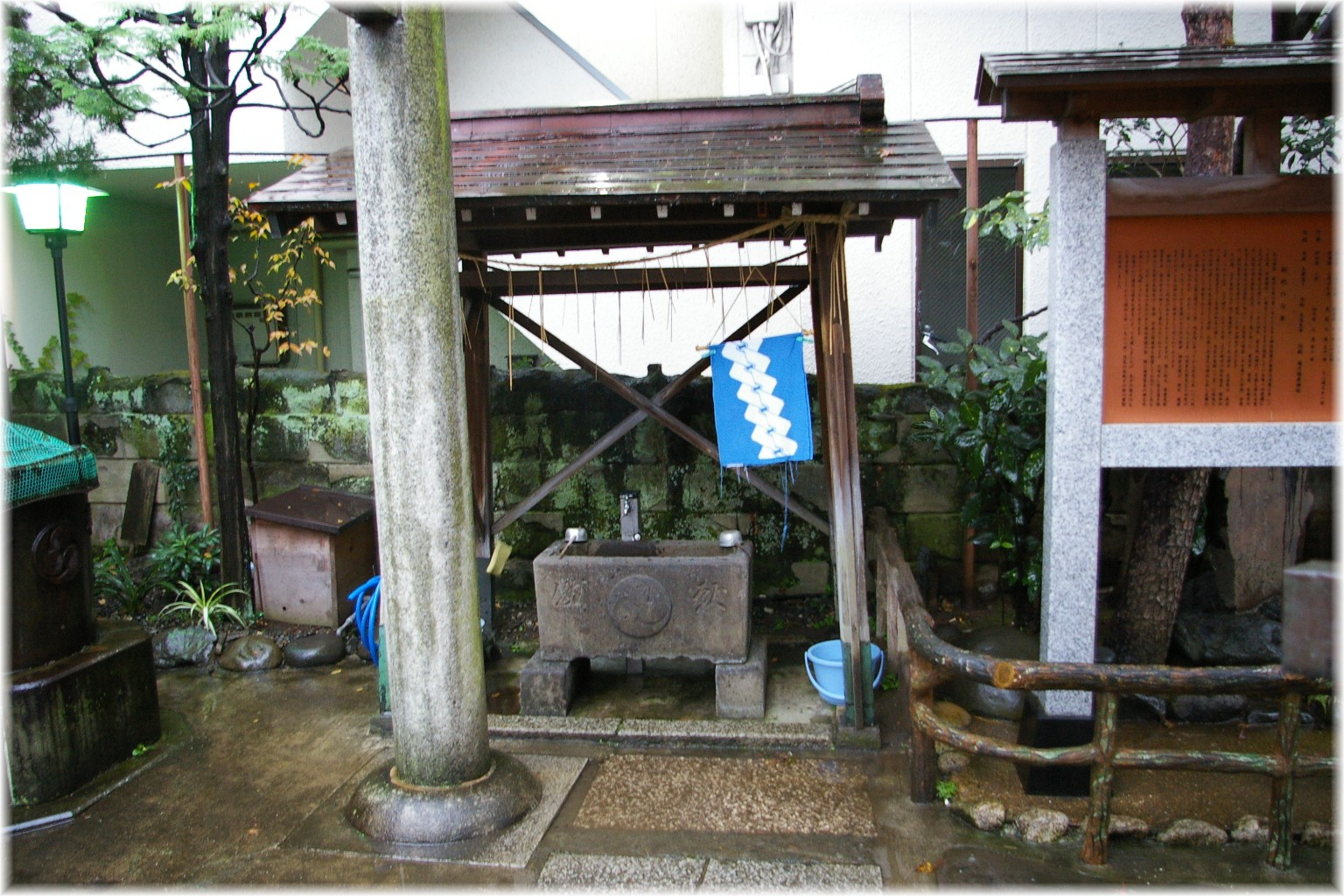
手水所
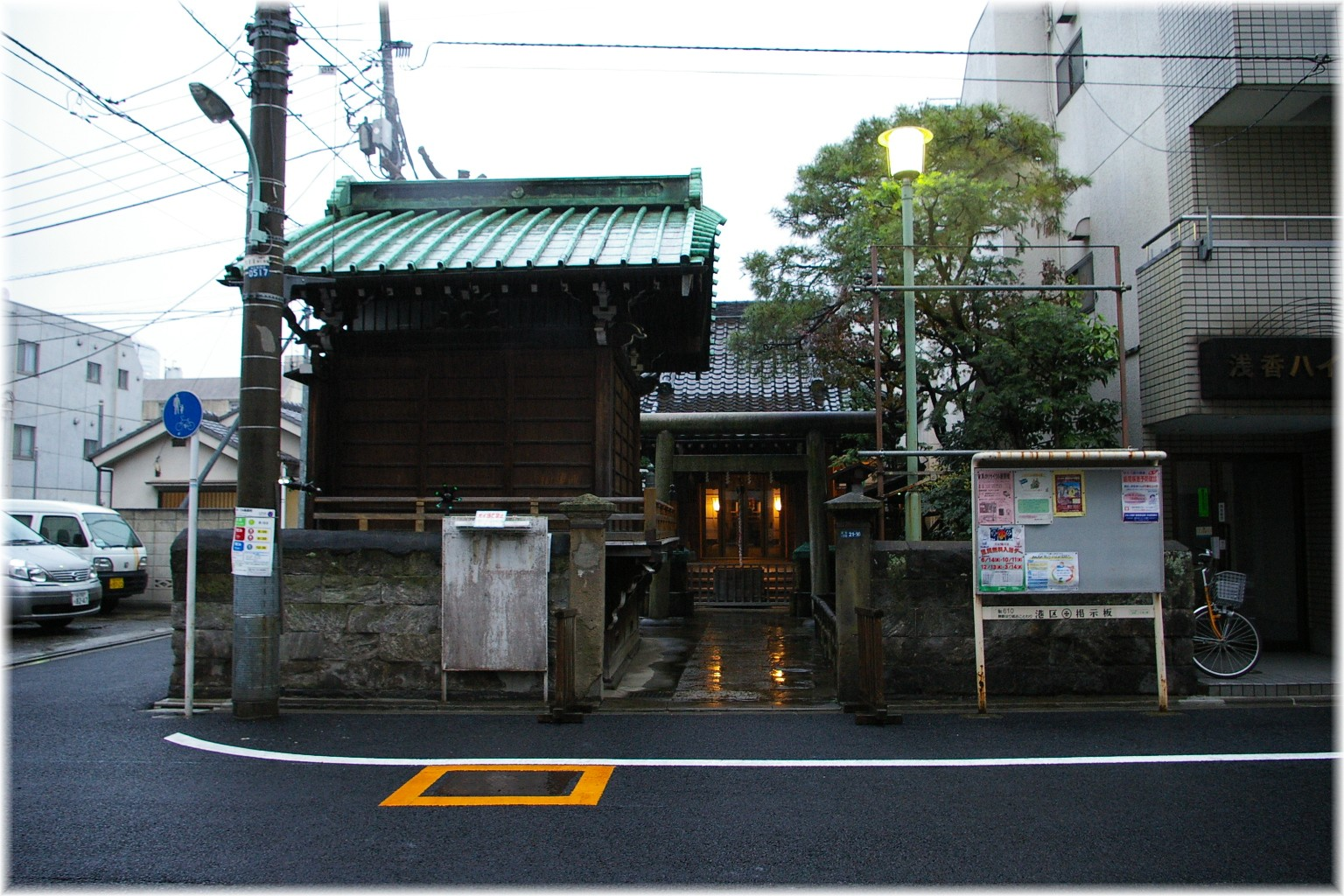
全景